# Абель, Вернер
Вернер Абель (нем. Werner Abel; 6 апреля 1902, Киль — 15 октября 1935, концлагерь Дахау) — немецкий журналист, один из ранних жертв нацизма.

## Биография
Родился в семье купца Вильгельма Авеля (нем. Wilhelm Abel). Обучался в Берлине.
После Первой мировой войны, в которой он участвовал в качестве добровольца, работал журналистом. 30 июня 1920 был приговорён к нескольким месяцам лишения свободы апелляционным трибуналом окружного суда Тильзита за мошенничество и заключён под стражу. После освобождения отправился на юг Веймарской республики, где вступил в контакт с кругами крайнего политического толка. Таким образом в начале 1920-х попал в террористическую организацию тайного общества Консул. В 1922—1923 годах также сотрудничал с НСДАП. В Мюнхене был известен в то время под кодовым именем «принц Исенбург». Пацифист-публицист Курт Хиллер, который лично знал его, отрицал этот факт в биографии В. Авеля в своей книге 1950-х годов «Головы и тропы» (нем. Köpfe und Tröpfe).

### Противостояние снационал-социализмом
В дальнейшем политические взгляды В. Авеля левели, что привело его в лагеря социал-демократов (СДПГ) и коммунистов (КПГ). 20 мая 1928 году он предложил в связи с рейхстагскими выборами в этом году плакат, в котором он выступил против политики относительно Южного Тироля и источников денег НСДАП. После того, как В. Авель повторил это обвинение в качестве свидетеля на суде в Мюнхене в феврале 1930 года, А. Гитлер подал жалобу на него за дачу ложных показаний. Дело о даче лжесвидетельства против В. Абеля примечательно тем, что берлинский психиатр Артур Кронфельд, который должен был засвидетельствовать себя в качестве эксперта-свидетеля, лично встречавшимся с А. Гитлером по этому случаю, ушёл в отставку в том же году, а затем и вовсе покинул страну. В июне 1932 года В. Абель был признан виновным в последней инстанции окружного суда Мюнхена и приговорён к трёхлетнему тюремному заключению.
Однако благодаря огласке в ходе судебного процесса А. Гитлер был побеждён П. Гинденбургом на президентских выборах в том году. Сильное впечатление, которое В. Абель произвёл на А. Гитлера, показывает, среди прочего, то, что Гитлер выразил в 1940 году в разговоре с Й. Геббельсом, о чём последний сделал запись в своём дневнике.
После прихода национал-социалистов к власти в Германии был переведён в концентрационный лагерь Дахау. Там он умер от невыносимых условий заключения в 1935 году, официально покончив жизнь самоубийством. В литературе, однако, часто предполагается, что Вернер Авель был фактически убит, и его убийство было официально объявлено самоубийством. Заключённый того же концлагеря Адольф Лемке (нем. Adolf Lemke) заявил в докладе после Второй мировой войны, что Авель был убит эсэсовцами Иоганном Канцчустером (нем. Johann Kantschuster) и неким Планком (нем. Plank).

### Документы
В Федеральном архиве был получен документ из бывшего главного архива НСДАП по делу Вернера Абеля (Bundesarchiv Berlin: NS 26/1200). Кроме того, в рейхсгерихте (высшей судебной инстанции) есть акт рейхсанвальтов (прокуратуры провинциального суда) о судебном преследовании В. Абеля за преступление в 1920-х годах (R 3003/12, 12 J 928/24). Отчёт, написанный в послевоенный период Адольфом Лемке (нем. Adolf Lemke), является частью документации Ассоциации преследуемых нацистским режимом, которая хранится в Федеральных архивах (DY 55/V 278/6/1).